# Cassagnes-Bégonhès

Cassagnes-Bégonhès este o comună în departamentul Aveyron din sudul Franței. În 1 ianuarie 2022 avea o populație de 946 de locuitori.